# یحیی فتح نجات

یحیی فتح نجات (زاده ۱۳۳۲ ماهان از توابع استان کرمان)، پژوهشگر، نویسنده کتاب، روزنامه‌نگار، مسوول استانی (در دهه ۶۰ تا ۷۰ هجری شمسی) و جزء مشاهیر استان کرمان است وی از طرف اداره کل میراث فرهنگی، صنایع دستی و گردشگری استان کرمان طبق کنوانسیون ۲۰۰۳ یونسکو جهت پاسداری از میراث ناملموس بشری و پاسداشت ارزش‌های فرهنگی به عنوان یکی از ارزش‌های فرهنگی استان کرمان شناخته شد. همچنین نخستین پلاک ماندگار استان کرمان بر سر در خانه «یحیی فتح نجات» نصب شد. وی مؤسس روزنامه کرمان امروز و مؤلف کتاب قصه ضرب‌المثل‌های کرمانی است. این کتاب مورد نقدهای ادبی و فرهنگی ای از جمله نویسنده روزنامه کرمان امروز، نویسنده مجله سرمشق و رئیس مرکز کرمان‌شناسی قرار گرفته‌است.

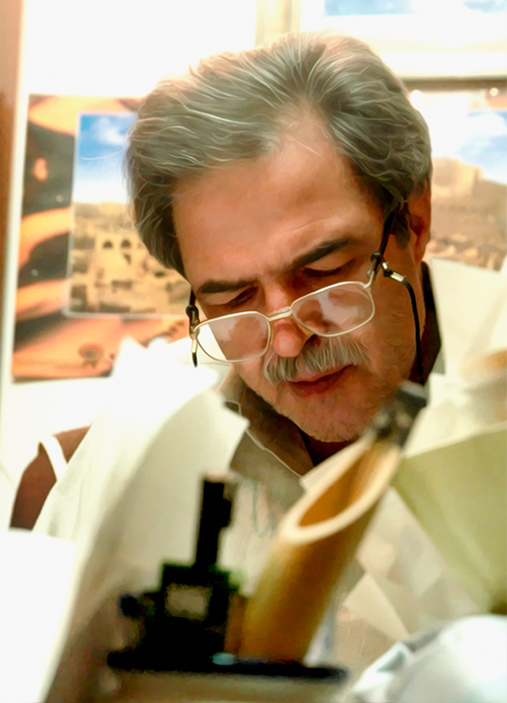
تصویر یحیی فتح نجات در حال نوشتن مقاله در دفتر روزنامه کرمان امروز در سن ۵۰ سالگی

## زندگی
یحیی فتح نجات در سال ۱۳۳۲ (هجری شمسی) در ماهان از توابع کرمان به دنیا آمد. شناسنامه ی او در حوزهٔ ۵ ادارهٔ ثبت احوال کرمان (ماهان) صادر شد. تحصیلات ابتدایی و متوسطه را در استان کرمان به پایان رساند. سربازی را در سال ۱۳۵۰ در هنگ آموزشی گرگان آغاز کرد و در سال ۱۳۵۲ به عنوان سپاهی دانش در نورآباد استان لرستان به پایان رساند. وی در سال ۱۳۵۲ به عنوان معلم به استخدام ادارهٔ آموزش و پروش کرمان درآمد و در بخش راور مشغول به کار شد. وی در سال ۱۳۶۵ از دانشگاه پیام نور که آن زمان علامهٔ طباطبایی نامیده می‌شد در رشتهٔ علوم تربیتی فارغ‌التحصیل شد. از سیزده تیرماه تا پنجم مرداد ماه ۱۳۶۶ با شرکت در کلاسهای تأمین مدرس تربیت معلم که در مرکز تربیت معلم شهید مطهری شیراز برگزار شد، رسمأ به جمع مدرسان تربیت معلم درآمد.

## دوران کاری
در سال ۱۳۶۵ با ابلاغ رئیس ادارهٔ آموزش و پرورش شهرستان کرمان به سمت مسئول آموزش کودکستانی این اداره منصوب شد. سال ۱۳۶۶ با ابلاغ مدیرکل آموزش و پرورش استان کرمان به تدریس در مراکز تربیت معلم کرمان مشغول شد. در سال ۱۳۶۵ از سوی مدیرکل دفتر تحقیقات و برنامه‌ریزی و تألیف وزارت آموزش و پرورش به علت تألیف جزوه ای دربارهٔ نقش اسباب بازی در آموزش علوم و تقویت حواس و تهیه ریز مواد آموزشی مربیان مهدهای کودک، مورد تقدیر قرار گرفت. در سال ۱۳۶۶ جزوهٔ «قصه گویی در مراکز پیش دبستانی» مورد تأیید مدیرکل دفتر تحقیقات و برنامه‌ریزی و تألیف وزارتخانه قرار گرفت. از تاریخ اول شهریور ۱۳۶۷ با ابلاغ سازمان شهرستانهای روزنامه اطلاعات به سمت سرپرست ادارهٔ نمایندگان و خبرنگاران روزنامه اطلاعات استان کرمان مشغول شد. از سال ۱۳۶۷ تا ۱۳۷۴ چندین مقالهٔ علمی او در صفحه‌های: الفبا، نظرها و اندیشه‌ها، وادی ادبیات و جوانه‌های اندیشهٔ روزنامه اطلاعات چاپ شد. (این مقالات در آرشیو فیزیکی روزنامه اطلاعات قابل دسترسی هستند) وی در تاریخ بیستم اردیبهشت ۱۳۷۳ با ابلاغ مدیرکل ادارهٔ کل فرهنگ و ارشاد اسلامی به سمت دبیر انجمن اهل قلم و سردبیر فصلنامه فرهنگ و ادب استان کرمان منصوب شد. او همچنین در سال 1374 مجوز انتشار روزنامه «کرمان امروز» اولین روزنامه استان کرمان را دریافت کرد و تا سال 1390 که پسرش محمد فتح نجات مدیریت این مجموعه را در دست بگیرد به صورت تمام وقت به روزنامه نگاری مشغول بود. لازم به ذکر است که این روزنامه همچنان در استان کرمان منتشر می شود.
وی کتاب ماجراهای اوس ناچار (مجموعه طنز) را در سال ۱۳۷۴ تألیف کرد. دکتر یحیی طالبیان (استاد، دانشگاه علامه طباطبایی) مقدمه این کتاب را نوشته‌است.
از دیگر آثار وی کتاب عصر تنهایی (مجموعه قصه کوتاه) می‌باشد.

### کتاب قصهضرب‌المثلهای کرمانی

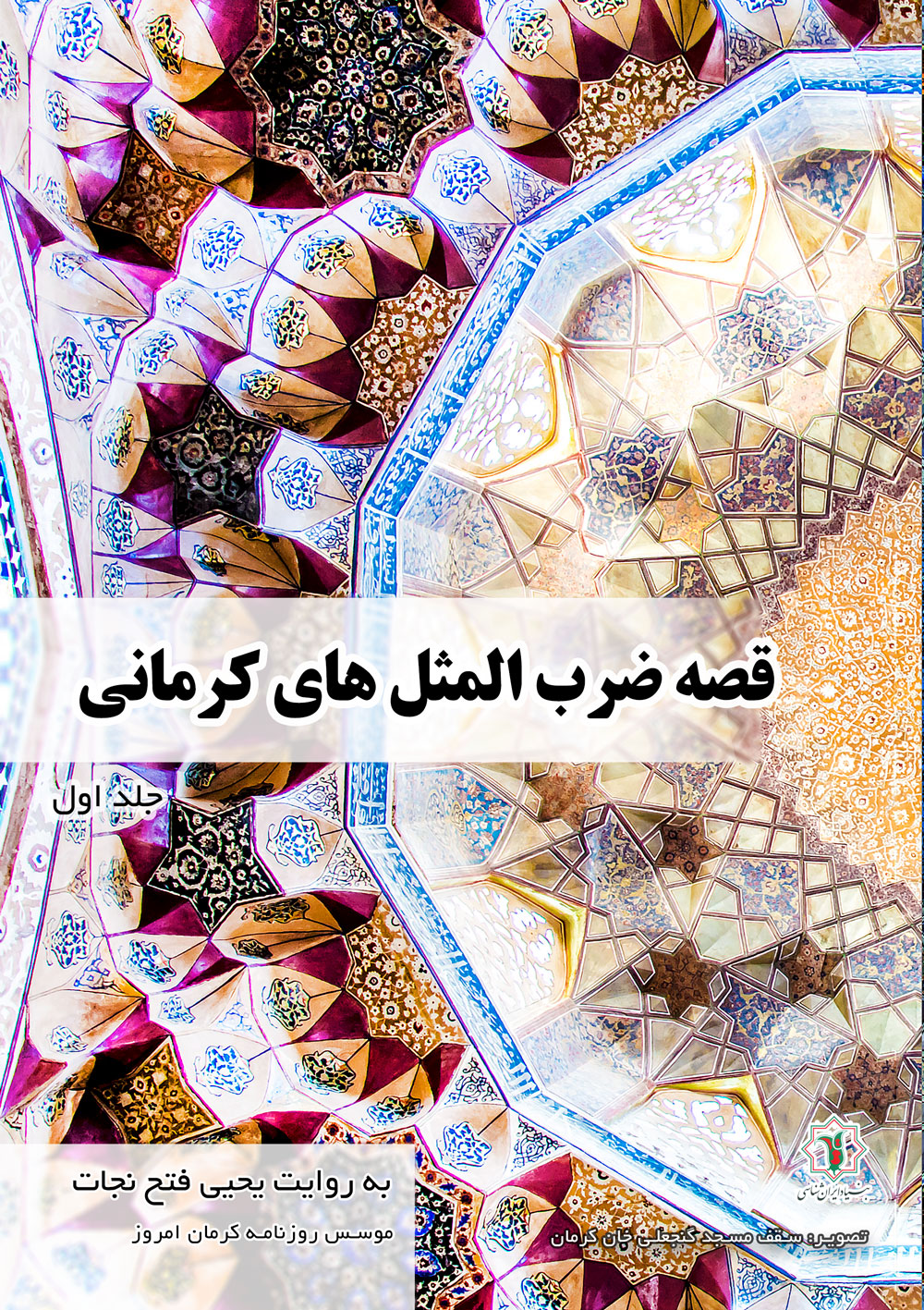
تصویر روی جلد کتاب قصه ضرب المثل‌های کرمانی، تألیف یحیی فتح نجات. کاری از انتشارات مشترک بنیاد ایران‌شناسی و مرکز کرمان شناسی
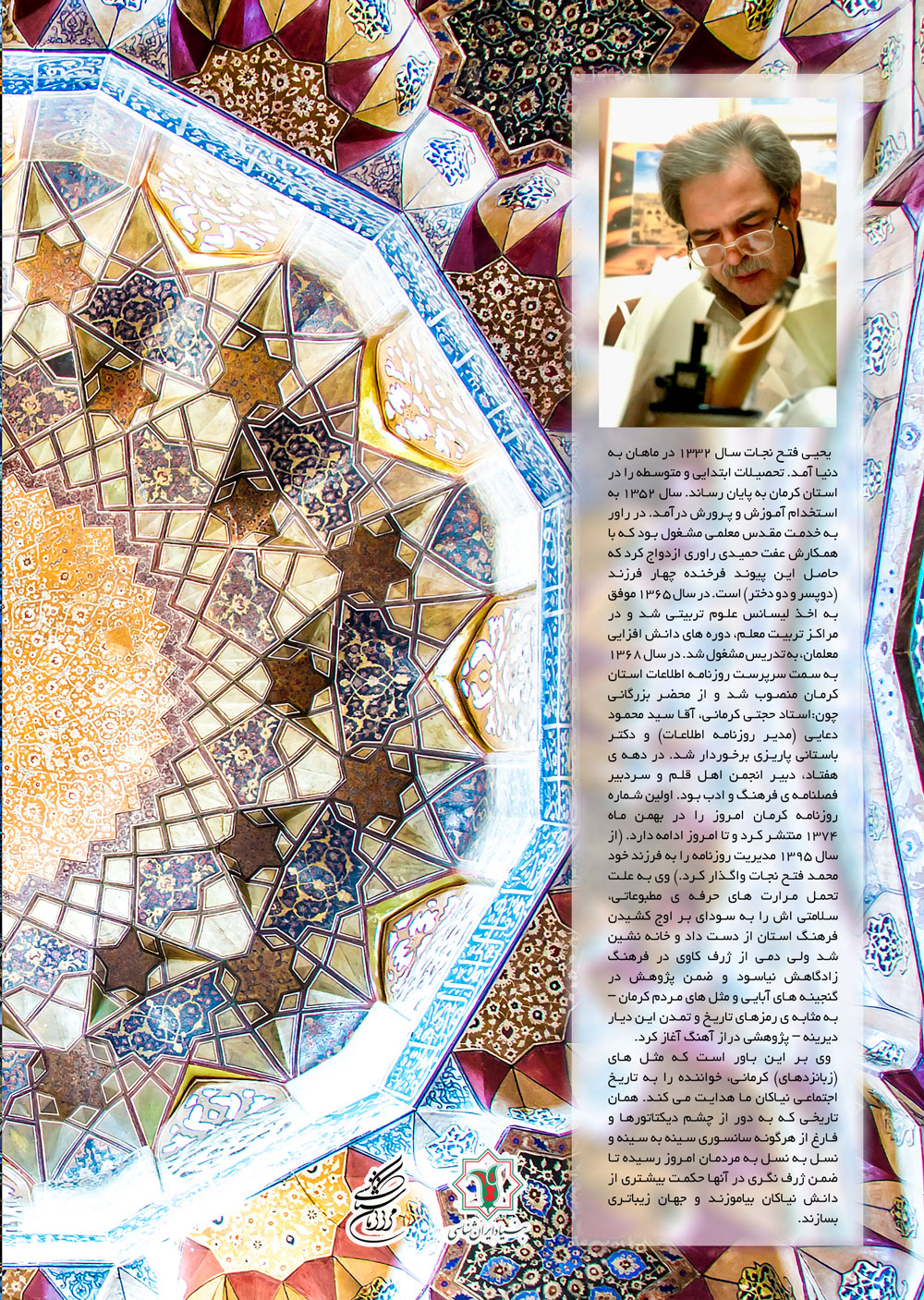
تصویر پشت جلد کتاب قصه ضرب المثل‌های کرمانی. تصویر درج شده بر روی این کتاب عکس سقف مسجد گنجعلیخان کرمان است.

### نقد ادبیبر کتاب قصه ضرب‌المثل‌های کرمانی
از جمله نقدهای ادبی صورت گرفته بر کتاب «قصه ضرب‌المثل‌های کرمانی» به قلم محمدعلی علومی (هیرمند) در نشریه سرمشق می‌باشد. همچنین رئیس مرکز کرمان‌شناسی نقدی بر این کتاب در روزنامه اطلاعات نوشته‌است.